# 劉立立
劉立立（1938年5月6日—2018年4月22日），臺灣女導演，作品大部分為瓊瑤原著及監製的影片，第53屆電視金鐘獎特別貢獻獎得獎者。

## 生平
劉立立出生於1938年5月6日，全家都是基督徒，1962年畢業於政治作戰學校影劇系。就讀政戰學校時，與來台就學的山東籍學長董今狐導演為學長學妹關係。

### 職場
1963年劉立立從影，先後擔任過場記、助導、副導演多年。與瓊瑤的淵源起於電影《我是一片雲》，擔任導演陳鴻烈的副導。1977年與董今狐聯合導演《神腿鐵扇功》。
劉立立在進入戲劇圈後成為丁善璽的徒弟，導演過《婉君》、《鬼丈夫》、《包青天》，也曾跨足執導本土劇如華視《第一世家》。秦漢回憶，劉立立導戲認真，是他見過合作過精力最旺盛的導演。
因臺灣電影工業逐漸沒落，加上1983年《昨夜之燈》失敗，瓊瑤遂轉向電視發展。1979年，刘立立与师傅董今狐加入琼瑶新成立的巨星电影公司，尝试合作了第一部影片《一颗红豆》后，便从此成了琼瑶所有电影的独家代言人，接下来的二十多年里，她接连拍摄了二十几部琼瑶电影及电视连续剧。
中視過去就想請劉立立導戲，但因時間和條件無法配合，直到雷電華傳播製作的單元劇《後街》才正式合作。劉立立表示，第一次執導電視劇的感覺，若吃迷幻藥似的無法適應，必須面對攝影棚排戲為三面空間而非電影四面空間、及時間壓迫的難題。
劉立立將許多瓊瑤作品搬上電視螢幕，被瓊瑤認為是最能掌握她劇中人物感情的導演。
1989年夏，中國大陸題材電視劇在臺灣已開放近一年，老三台也率領團隊至中國大陸取景，以中視八點檔電視劇《塔裡的女人》在這一次「戲劇行」中拔得頭籌。而瓊瑤團隊在該年9月至中國大陸拍攝《六個夢》，先去湖南長沙拍攝第一個夢《三朵花》，之後將在北平、上海、重慶等地完成的全部外景。劉立立導演《六個夢》中的一夢《婉君表妹》。
1993年，華視八點檔電視劇《包青天》當紅，中視推出瓊瑤作品《梅花三弄》對抗。《梅花三弄》以《梅花烙》、《鬼丈夫》、《水雲間》三個單元組合，以瓊瑤、沈怡、劉立立作鐵三角，經過連續一個月電影、電視、超商及各傳播媒體的宣傳，被認為對《包青天》收視率造成強大威脅。
1996年，華視八點檔電視劇《第一世家》各方收視率創新高，兩位編劇、策畫王蕙玲、丁亞民與導演劉立立被認為是功臣。

### 感情
《民生報》記者高愛倫曾報導，曾有一位出名的得獎編劇在朋友的聚會中，交給劉立立一封代表求婚前奏的試探信，但被劉立立退避。後來劉立立結識一位詩人，但覺得個性文縐縐、與她格格不入。
董今狐雖有元配王玫，但劉立立與董王二人關係良好，維持四十多年一屋二妻的生活。劉立立對王玫生的小孩視如己出，所賺錢交給王玫；董今狐幼子董奕靖甚至叫她「好媽」。

### 晚年
劉立立住院前三年，一個月花費新台幣七到八萬元；王玫除了照顧劉立立，還得花心力照顧唐氏症的兩女兒。2010年，劉立立因氣切無法言語；董今狐和王玫離婚，在病房和劉立立完婚，彌補其缺憾。瓊瑤將三人故事寫成文章〈握三下，我愛你〉。瓊瑤這篇文章經《聯合報》報導後，瓊瑤部落格的點閱率大增，董今狐和兒女也寫下感謝函貼於瓊瑤部落格上。
劉立立晚年由王玫照顧，2018年4月22日晚間23點去世，享壽80歲。董奕靖表示，會讓劉立立和父親董今狐合葬於國軍示範公墓夫妻位。
此故事被改編成2019年電視電影《握三下，我愛你》，由楊丞琳飾演劉立立。

## 導演電影作品
- 1977《神腿鐵扇功》[4]
- 1979《一顆紅豆》
- 1979《彩霞滿天》
- 1979《雁兒在林梢》
- 1980《一根火柴》
- 1980《暖暖冬陽》
- 1980《你那好冷的小手》
- 1980《金盞花》
- 1981《雲且留住》
- 1981《聚散兩依依》
- 1981《夢的衣裳》
- 1982《卻上心頭》
- 1982《浪子、名花、金光黨》
- 1982《問斜陽》
- 1982《冬天裡的一把火》
- 1982《燃燒吧火鳥》
- 1983《昨夜之燈》

## 策畫電影作品
- 1978《月朦朧鳥朦朧》[4]
- 1980《佛掌皇爺》
- 1989《九仙十八跌》

## 導演電視作品
- 1986《幾度夕陽紅》[1]
- 1986《烟雨濛濛》
- 1987《庭院深深》
- 1988《在水一方》
- 1990《婉君》
- 1991《望夫崖》
- 1992《意難忘》
- 1993《鬼丈夫》
- 1993《包青天 (1993年電視劇)》
- 1996《第一世家》
- 1998《乡野奇谭 之 新鸳鸯蝴蝶梦》
- 2002《桂花巷》

## 軼事
董今狐與劉立立、朱純思、王玫系出同門，四個人感情很好，他也會開玩笑說三位女導演是「三隻母老虎」。
劉立立曾說，所有男人的缺點她都有，所有女人的優點她都沒有。一次，留「阿哥哥頭」的劉立立與留長髮的瓊瑤對賭，要是瓊瑤肯把頭髮剪短，她馬上把自己頭髮剃光；瓊瑤聽後，真去剪成短髮。
劉立立執導電視劇《庭院深深》時，劇中有場戲是秦漢要去火場去救劉雪華，衝進去前他身上必須先淋水。劉立立想動手幫忙，太緊張，結果誤把煤油當水潑。幸虧秦漢滿身的煤油被副導即時發現，才趕快換成水。

## 外部連結
- 中文電影資料庫-劉立立（页面存档备份，存于）
- 財團法人國家電影中心-劉立立（页面存档备份，存于）
- 劉立立在香港影庫上的簡介
- 劉立立在豆瓣上的资料（简体中文）
- 劉立立在时光网上的簡介（简体中文）
- 劉立立在互联网电影资料库（IMDb）上的資料（英文）